# Other World Kingdom
Other World Kingdom (souvent abrégé OWK, « Royaume de l'autre monde » en français) est un établissement privé où se pratiquent le BDSM et la domination féminine, ouvert en 1996 au sein du château de Vysočina, à Černá, dans le district de Žďár nad Sázavou, en Tchéquie.
OWK revendique le statut de micronation, possède sa propre monnaie, ses passeports, une police, un tribunal, un drapeau et un hymne.

## Histoire
Le château de Vysočina a été construit à la fin du XVIe siècle par Jan Rafael Chroustenský. Au cours du temps, il change de mains plusieurs fois. En 1918, il appartient à la famille austro-lombarde Collalto (en) quand il est confisqué par l'état, avant d'être transformé en propriété agricole. Il est revendu en 1931 et les propriétaires se succèdent jusqu'en 1989. Sept ans plus tard, il est finalement acheté par la société The Other World Kingdom.
OWK est fondé officiellement le 1er juin 1996. Il est ouvert aux visiteurs durant l'été 1997, après deux ans de travaux d'aménagement pour un coût de 2 millions de £. Il fournit un grand espace destiné à la domination et à la soumission.
Le terrain et les bâtiments sont proposés à la vente depuis 2008 pour huit millions d'euros. Les indications de ventes suggèrent que la propriété peut être un hôtel, un restaurant, une résidence ou un établissement pour personnes âgées.
Néanmoins, OWK restait toujours actif en 2020.

## Description
| \| Localisation sur la carte de République tchèque \| Localisation sur la carte de Tchéquie. |
| Localisation sur la carte de République tchèque                                              |

Le site a une surface de 3 hectares avec plusieurs bâtiments, une piste ovale de 250 m, un petit lac et des pelouses gazonnées. Le bâtiment principal est le Palais de la Reine, résidence de la monarque, et possède une salle des fêtes, une bibliothèque, une salle du trône, une salle de torture, une salle de classe, une salle de gym, et une vaste prison au sous-sol. L'hébergement des visiteurs se fait au Long House, où se trouve la suite Élisabeth Báthory, avec deux chambres de "jeux". Ce bâtiment abrite une piscine, un pub-restaurant et le Wanda Nightclub (une ferme est aménagée).

## Gouvernement
L'OWK est un matriarcat, où les femmes dominent, selon les règles du BDSM et de la domination féminine. L'objectif de l'État est « d'avoir de nombreuses créatures mâles sous l'autorité illimitée des Femmes Supérieures dans autant de territoires que possible. »
L'OWK est gouverné par la reine Patricia Ire, une monarque absolue. Elle peut établir les lois et la réglementation juridique. Ses autres fonctions sont celles d'administratrice sublime suprême où elle supervise toutes les activités à l'intérieur de l'OWK et dirige le bureau de l'Administrateur suprême, administratrice sublime du Trésor (gestion des finances) et administratrice de la Cour et de la Garde de la reine.
OWK comprend plusieurs classes d'habitants :
La première est celle des dames sublimes ou dames citoyennes qui constituent la noblesse. Pour devenir citoyenne, une femme doit répondre à certains critères :
- Être majeure sexuellement
- Être propriétaire au moins d'un esclave mâle.
- Obéir aux principes et aux lois de OWK.
- Faire une demande de citoyenneté.

La classe suivante est constituée des sujets de la reine. Ce sont les hommes qui se soumettent aux principes et aux lois de OWK, obéissent à la reine et paient leurs impôts. Ils possèdent certains droits comme la liberté de voyager, d'être leur propre propriété et négocier son partage, avoir des enfants, choisir son métier et son entreprise et la liberté d'expression.
La classe la plus basse est celle des esclaves qui sont des hommes propriétés de la reine et des dames sublimes.